# Sân vận động Vĩnh Long
Sân vận động Vĩnh Long là một sân vận động đa chức năng nằm ở phường  Long Châu, tỉnh Vĩnh Long, Việt Nam. Đây là nơi diễn ra các trận đấu của câu lạc bộ bóng đá Vĩnh Long trong các giải đấu cấp quốc gia.

## Tiến độ xây dựng
Sân vận động Vĩnh Long, một trong những sân vận động xây dựng lâu nhất khu vực Đồng bằng sông Cửu Long, được khởi công vào năm 1996 và hoàn thành vào năm 2000. Tổng kinh phí đầu tư là 25,5 tỷ VND, cao hơn dự kiến ban đầu là 3,1 tỷ VND. Công trình được Tổng Công ty Xây dựng công trình giao thông 5 trúng thầu và sau gần 2 năm rưỡi thi công, Công ty liên kết dịch vụ xây lắp thuỷ sản 2 đã chuyển giao phần thi công còn tồn đọng cho Công ty xây dựng công trình 519. Mặc dù công trình hoàn thành chậm hơn dự kiến 2 năm, nhưng đã được đánh giá là khá tốt.